# ヤコブ・ファン・エイク

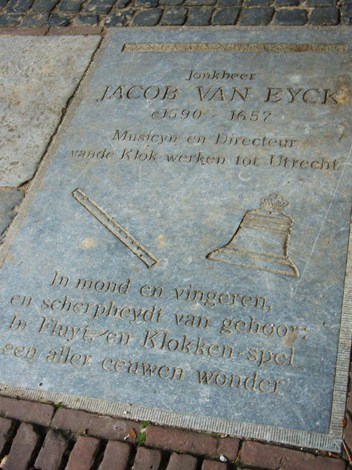
ヤコブ・ファン・エイクを記念した歩道の石板、ユトレヒト。

ヨンクヘール・ヤコブ・ファン・エイク（Jacob van Eyck、1590年ころ - 1657年3月26日）は、オランダの貴族、音楽家。共和国時代の17世紀オランダにおいて、カリヨン奏者、オルガニスト、リコーダーのヴィルトゥオーソ（達人）、作曲家として、最も有名な音楽家であった。
彼は、鐘の鋳造と調律の専門家であり、ヘモニー兄弟にカリヨンの調律法を教えた。1644年にヘモニー兄弟が調律されたカリヨンを最初に鋳造した際に、現代につながるカリヨンの調律を開発した人物として、兄弟とともに名が残されている。

## 生涯
北ブラバント州の小さな町フースデンの貴族の家に生まれたファン・エイクは、生まれながらに盲目であった。1625年に実家を離れ、ユトレヒトのドム塔のカリヨンの監督となった。ルネ・デカルトやイサーク・ベークマンをはじめ、当時の科学者たちは、音響、鋳造、調律についてのファン・エイクの知識を称賛し、多くのカリヨン奏者たちが彼の下で学ぶためにユトレヒトへやってきた。ファン・エイクは、ユトレヒトで没した。

## 作曲作品
ヤコブ・ファン・エイクは、『笛の楽園 (Der Fluyten Lust-hof)』の作曲者である。この作品集の編集版は、1644年、1646年、1649年、1654年、1656年に出版された。『笛の楽園』は、140曲ほどの旋律を集めた、たいへん大規模な曲集であり、それぞれの曲にはソプラノ・リコーダーによる独奏のための数多くの縮小（ディミニュション）や変奏が付けられている。そこに現れる主題には、民謡、舞曲、教会音楽、詩篇、当時の流行曲などが含まれている。変奏曲の中には、熟達したリコーダー奏者にとっても難曲というべきものも含まれている。『笛の楽園』は、ヨーロッパ音楽の歴史における管楽器独奏曲集としては最大規模のものであり、他人が書き起こしたわけではなく、一人の作曲家自身によって書かれた曲集としては、他に類を見ない規模のものである。

## 関連文献
- Griffioen, Ruth van Baak. Jacob van Eyck’s Der Fluyten Lust-Hof (1644-c1655). Utrecht: Vereniging voor Nederlandse Muziekgeschiedenis, 1991.
- VanEyck, Jacob. Der Fluyten Lust-Hof. 3 vols. Edited by Winfried Michel and Hermien Teske. Winterthur, Switzerland: Amadeus, 1984.
- Wind, Thiermo. Jacob Van Eyck and the Others: Dutch Solo Repertoire for Recorder in the Golden Age. Utrecht: Koninklijke Vereniging voor Nederlandse Muziekgeschiedenis, 2011.